# Бадинская впадина
Бади́нская впа́дина — впадина на западе Забайкальского края России, между Яблоновым хребтом (на юге) и хребтом Цаган-Хуртэй (на севере).
Впадина начинается на западе, в окрестностях села Хохотуй и протягивается в восточном-северо-восточном направлении (до окрестностей села Жипхеген). Протяжённость составляет 50 км, ширина — от 2—3 до 10 км. Впадина сложена осадочными, гранитоидными и базальтоидными формациями. Заложение впадины произошло в мезозое, в дальнейшем впадина формировалась в неоген-антропогеновое время. Наиболее пониженную часть днища впадины занимает река Хилок, урез воды которой составляет от 740 до 780 м. Преобладающие типы ландшафта — луговые равнины и сосновые боры, переходящие к хребтам в горную тайгу.